# Дніпровське лісництво

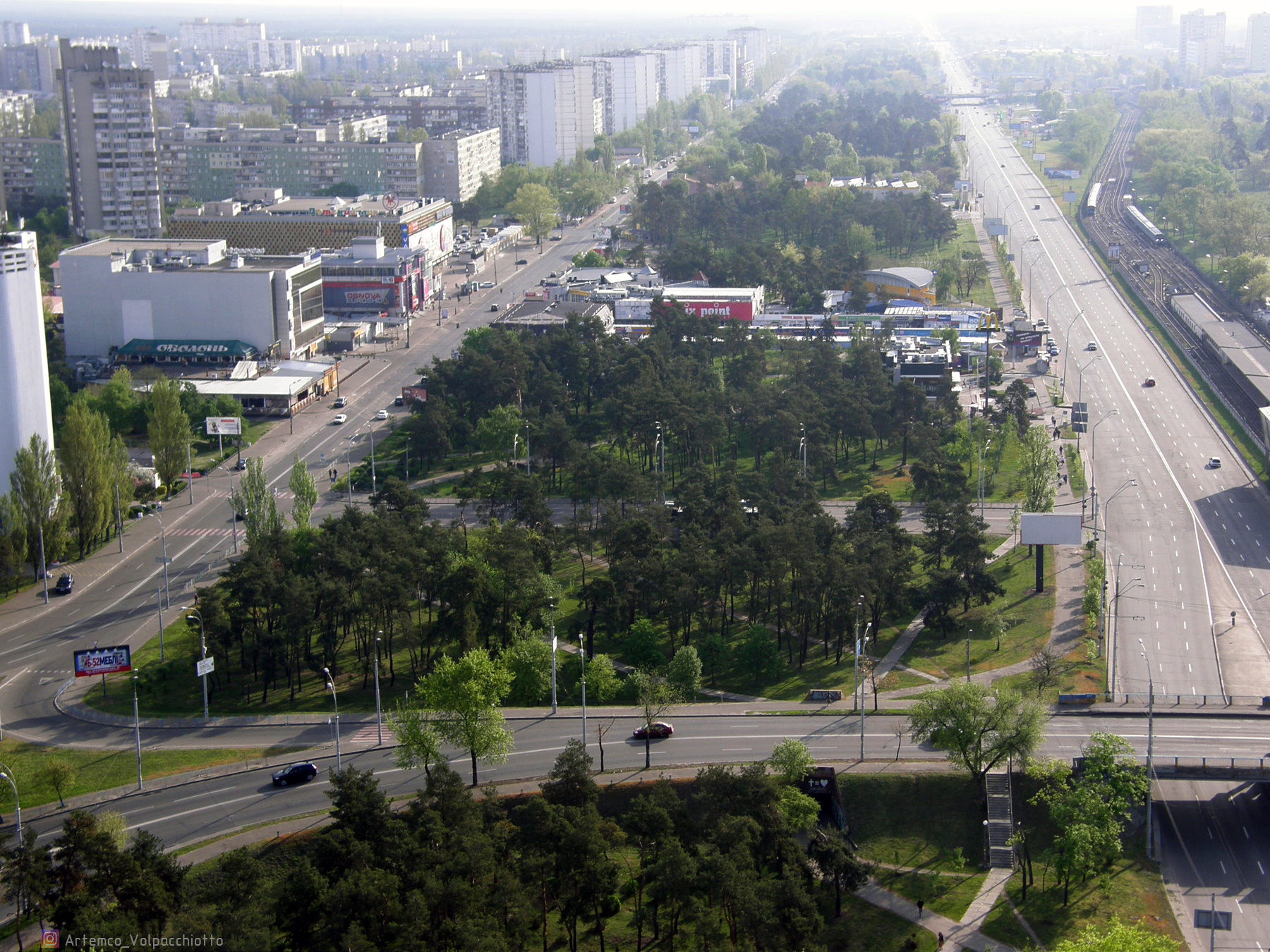
67-й квартал лісництва – парк ім. Андрія Малишка

Дніпро́вське лісни́цтво — одне з трьох лісництв, яке входить до складу комунального підприємства «Київзеленбуд». Наразі носить назву Дарницьке лісо-паркове господарство

## Історія
Одержало свою назву тоді, коли вся північна частина Лівого берега Києва відносилася до Дніпровського адміністративного району. Сучасному Деснянському району належить лише північно-західна частина Дніпровського лісництва, насаджена в 2-й половині 1950-х років; вона була частково вирубана під спорудження у 1965 року Водопарку та у 1970 року — Лісового масиву.

## Сучасний стан
Загальна площа угідь — 2628 га. 
На території лісництва, в урочищі Биківнянський ліс, знаходиться меморіальний комплекс жертв політичних репресій.
Крайні точки лісництва: на півночі — Алмазне озеро, на сході — Биківня, біля якої розташована контора Дніпровського (нині Дарницького) лісництва. 